# Абу Диаби
Васирики Абу Диаби (на френски: Vassiriki Abou Diaby) е френски футболист от котдивоарски произход. Той е универсален полузащитник и може да се изявява на поста вътрешен халф, също и по левия и десния фланг, а по-рядко и като втори нападател.

## Клубна кариера

### Началото
Роден в Обервилие, Диаби започва кариерата си в местния Ред Стар. На 13-годишна възраст се присъединява към друг местен клуб - Пари Сен Жермен. През 2002 г. се присъединява към Оксер. Неговият треньор по това време Кристиян Хена, описва Диаби като „елегантен, бърз и много добър техник“. През 2004 г. подписва професионален договор с Оксер и за сезон 2004 – 2005 изиграва 7 мача, а за първата половина на сезон 2005 – 2006 изиграва 6 мача. Дебютът му за Оксер е на 14 август 2004 г. в мач с Рен, когато той влиза като смяна.

### Арсенал

#### 2005 – 2006
На 12 януари 2006 г. Диаби подписва с Арсенал за сумата от около 2 милиона английски лири. Това слага край на спекулациите, че той ще премине в Челси. В Арсенал приема фланелка с номер 2, тъй като предишният и притежател Лий Диксън се пенсионира. Диаби е сочен за заместник на напусналия Патрик Виейра. Той прави своя дебют за Арсенал в загубата с 1 – 0 от Евертън на 21 януари 2006 г. На 1 април 2006 г. той вкарва първия си гол за Арсенал в разгромен мач срещу Астън Вила, влизайки като смяна. Точно месец по-късно, Диаби изкълчва глезена си в мач със Съндърланд в тежко единоборство с Дан Смит. Контузията го изкарва 8 месеца извън терена.

#### 2006 – 2007
На 9 януари 2007 г. той се завръща като смяна на Тио Уолкът в четвъртфинален мач за Карлинг Къп срещу Ливърпул, завършил 3 – 6 в полза на Арсенал. На финала в Кардиф Диаби контузва Джон Тери, като го рита в лявата челюст. Капитанът на Челси изпада в безсъзнание за няколко минути, а след това е откаран в болница. На същия ден Тери бива изписан, без сериозни проблеми.

#### 2007 – 2008
Започва сезона на титулярен пост. Венгер го налага на левия фланг, за да може да тренира левия си крак. Оставя добри впечатления в мач с Дарби Каунти, замествайки контузения Томаш Росицки. На 12 декември 2007 г. Диаби вкарва първия си гол в Шампионската лига, в мач срещу Стяуа, завършил 2 – 1 в полза на Арсенал. На 29 март 2008 г. получава първия си червен картон за Арсенал в мач с Болтън, след късната му намеса срещу Гретар Стейнсон. На 8 април 2008 г. вкарва втория си гол в Шампионската лига за Арсенал срещу Ливърпул, но след това претърпява контузия.

#### 2008 – 2009
След заминаването на Матийо Фламини в Милан, Диаби трябва да се бори с Денилсон и Александър Сонг, за титулярно място като партньор на Фабрегас в средата на терена, но се контузва и пропуска няколко мача. Завръща се в мач срещу Евертън, където асистира на Уолкът за победното 3 – 1, 6 минути след като е влязъл на терена. В мач от Шампионската лига срещу Фенербахче Диаби помага значително за победата с 5 – 2 и става играч на мача. На 26 декември 2008 г. вкарва първия си гол за сезона в Премиършип в мач с Астън Вила, завършил 2 – 2.

#### 2009 – 2010
Този сезон се оказва най-силен за Диаби!Той се утвържава в халфовата линия на Арсенал и става ключов играч!Успява да вкара 8 гола във всички състезания.

## Международна кариера
Диаби изиграва 14 мача и то като капитан на френския национален отбор до 19-годишни в тяхната успешна кампания през 2005 г. през февруари 2006 г. той прави своя дебют с националната фланелка до 21-годишни. Диаби пропуска финала на Шампионска лига през 2006 г. срещу Барселона и европейското първенство за младежи през същата година, поради изкълчения си глезен. Дебюта за националния отбор на Франция прави на 24 март 2007 г., влизайки като смяна на Флоран Малуда в мач срещу Литва. Изиграва и 57 минути в мач срещу Австрия, завършил 1 – 0 за Франция.

## Статистика
(обновено на 29 август 2009)
| Клуб    | Сезон   | Първенство | Първенство | Първенство | Купи   | Купи   | Купи       | Европейски клубни турнири | Европейски клубни турнири | Европейски клубни турнири | Общо   | Общо   | Общо       |
| Клуб    | Сезон   | Мачове     | Голове     | Асистенции | Мачове | Голове | Асистенции | Мачове                    | Голове                    | Асистенции                | Мачове | Голове | Асистенции |
| ------- | ------- | ---------- | ---------- | ---------- | ------ | ------ | ---------- | ------------------------- | ------------------------- | ------------------------- | ------ | ------ | ---------- |
| Оксер   | 2004–05 | 4          | 0          | -          | -      | -      | -          | 2                         | 0                         | -                         | 6      | 0      | -          |
| Оксер   | 2005–06 | 6          | 1          | -          | -      | -      | -          | 2                         | 0                         | -                         | 6      | 1      | -          |
| Общо    | Общо    | 10         | 1          | –          | –      | –      | –          | 4                         | 0                         | -                         | 12     | 1      | -          |
| Арсенал | 2005-06 | 12         | 1          | 1          | 2      | 0      | 0          | 2                         | 0                         | 0                         | 16     | 1      | 1          |
| Арсенал | 2006-07 | 12         | 1          | 0          | 5      | 0      | 1          | 1                         | 0                         | 0                         | 18     | 1      | 1          |
| Арсенал | 2007-08 | 15         | 1          | 1          | 7      | 1      | 1          | 6                         | 2                         | 0                         | 28     | 4      | 2          |
| Арсенал | 2008-09 | 24         | 3          | 2          | 5      | 0      | 0          | 7                         | 1                         | 0                         | 36     | 4      | 2          |
| Арсенал | 2009-10 | 2          | 2          | 0          | 0      | 0      | 0          | 2                         | 0                         | 1                         | 4      | 2      | 1          |
| Общо    | Общо    | 56         | 4          | 4          | 16     | 1      | 2          | 13                        | 3                         | 0                         | 85     | 8      | 6          |

## Успехи
Второ място в турнира Карлинг Къп през сезон 2006 - 2007 г. с Арсенал.